# Watsonidia
Watsonidia is een geslacht van vlinders van de familie spinneruilen (Erebidae), uit de onderfamilie Arctiinae.

## Soorten
- W. navatteae de Toulgoët, 1986
- W. pardea Schaus, 1933
- W. porioni de Toulgoët, 1981
- W. reimona Schaus, 1933